# Ecozona Marítima del Pacífico
La Ecozona Marítima del Pacífico, según la define la Comisión de Cooperación Ambiental (CCA), es una ecozona terrestre canadiense, que abarca una franja de aproximadamente 200 kilómetros de ancho a lo largo de la costa de Columbia Británica, y luego se estrecha a lo largo de la frontera con Alaska. También incluye todas las islas marinas de la Columbia Británica y una pequeña parte de la esquina suroeste del Yukón. Catorce ecorregiones comprenden la Ecozona, que van desde la Ecorregión del Monte Logan en el norte hasta la Ecorregión de las Cascadas y la Ecorregión del Continente Inferior en el sur.
El nombre de las ecozonas comparables en los Estados Unidos, donde las ecorregiones de Nivel II corresponden al término internacional "ecozona", son las ecorregiones Bosque marino de la costa oeste y Montañas boscosas del noroeste. En el sistema de provincias florísticas, la región se describe como parte de la Región Florística de las Montañas Rocosas.
También se utiliza un sistema de zonas biogeoclimáticas definidas y utilizadas por el gobierno de Columbia Británica, que define la misma área que la zona costera de cicuta occidental, aunque una pequeña parte que flanquea el estrecho de Georgia comprende la zona costera de abeto de Douglas. En los diferentes sistemas eco-región establecida por el Fondo Mundial para la Naturaleza, la región corresponde al Pacífico bosques lluviosos templados ecorregión, subregiones ecológicas de las cuales son la ecorregión Queen Charlotte Islands, eco-región Isla de Vancouver, y la parte continental de Columbia Británica bosques costeros ecorregiones.

## Geografía
Esta ecozona es la más diversa de Canadá y quizás del mundo. Su extensión hacia el interior del norte es principalmente tundra alpina, mientras que la pintoresca costa norte presenta numerosos fiordos y valles, con glaciares masivos comunes en las montañas. Hacia el sur, la pequeña llanura del valle de Fraser se encuentra en el extremo sur de las montañas de la costa, conocida por las selvas tropicales templadas. En sus áreas marinas destacan los bosques de algas marinas.
Situada en el Anillo de Fuego del Pacífico, exhibe muchas fuentes termales.

### Ecoprovincias
Esta ecozona se puede subdividir en tres ecoprovincias:
- Depresión de Georgia
- Montañas costeras del norte
- Montañas costeras del sur

## Clima
Esta zona experimenta el clima más cálido y húmedo de Canadá. La parte baja del Estrecho de Georgia puede recibir tan solo 600 mm de precipitación anual, pero otras áreas en esta zona reciben hasta 3,000 mm. Moderada por la influencia del Océano Pacífico , la zona experimenta inviernos suaves y veranos frescos. Las temperaturas medias varían poco a lo largo del año; Las medias de enero están entre 4 y 6 °C, y las medias de julio están entre 12 y 18 °C.

## Flora y fauna
La región es el único hogar de algunas especies de aves, incluido el ostrero negro americano, el carbonero castaño y el frailecillo copetudo. Las islas del Golfo y la península de Saanich contienen "los últimos vestigios del ecosistema de roble Garry, que está en peligro de extinción".
La selva del Gran Oso se encuentra en su totalidad dentro de esta ecozona.

## Conservación

### Parques nacionales
Se han establecido cuatro parques nacionales en esta ecozona:
- Reserva del Parque Nacional de las Islas del Golfo
- Reserva del Parque Nacional Gwaii Haanas y Patrimonio de Haida
- Parque Nacional y Reserva Kluane
- Reserva del Parque Nacional Pacific Rim

### Parques provinciales
Se han establecido decenas de parques provinciales en esta ecozona. Algunos de los más grandes y notables incluyen:
- Fiordland Conservancy
- Parque Provincial Garibaldi
- Parque Provincial Juan de Fuca
- Conservación del patrimonio de Kitlope
- Parque provincial de Strathcona
- Parque provincial Tatshenshini-Alsek